# 麓湖站 (广州市)
麓湖站是广州地铁12號線的在建车站，位于中华人民共和国广东省广州市越秀区恒福路麓湖路口西侧、麓湖西南侧地底。

## 车站结构

### 车站楼层
本站共设有三层，其中地面为车站各出入口，周边为麓湖公园、麓湖路、恒福路等。地下一层为站厅；地下三层为12号线站台。车站共设置4个出入口、2组风亭。
| 地下一层 | 站厅     | 售票機、客服中心、商店、警务室、安检设施 |  |  |
| 地下二层 | 设备层   | 车站设备                                 |  |  |
| 地下三层 | 2 站台   | █12号线 潯峰崗方向（下站：中医药大学）   |  |  |
|          | 岛式站台 |                                          |  |  |
|          | 1 站台   | █12号线 大学城南方向（下站：建设六马路） |  |  |

### 月台
本站设有一个岛式月台，位于恒福路麓湖路口西侧地块的地底。

## 历史
12号线原规划在麓景西路设有同名车站。2017年8月的环评中，麓景西路站向东移至恒福路麓湖路交界处，设恒福路站。本站最终落实兴建。
因车站需要占用麓湖儿童乐园部分场地施工，后者自2019年6月30日起停业。2021年5月18日，本站主体结构实现封顶。
2025年4月8日，12号线（浔峰岗—麓湖段）车站初定名称公示，本站拟被命名为麓湖站，并在次月正式确认。